# Cultural·es
Cultural·es va ser un canal de televisió operat per Televisió Espanyola, l'objectiu del qual és la difusió de la cultura d'Espanya al propi país i a la resta del món, a través de cable i satèl·lit. El canal comptava amb el suport del Ministeri de Cultura espanyol i l'Institut Nacional de les Arts Escèniques i de la Música.
Va començar les seves emissions el 23 d'abril de 2009, substituint en la seva freqüència al canal Docu TVE, i tenia previst iniciar les seves emissions regulars en obert el 3 d'abril de 2010, segon dia després de la incorporació de l'oferta gratuïta de Televisió Digital Terrestre. Finalment, el seu llançament no es va poder fer tal dia i van decidir retardar uns mesos. Igual que el canal temàtic Teledeporte, aquest també es produïa íntegrament al Centre de Producció de Programes de TVE Catalunya, a Sant Cugat del Vallès (Barcelona).
Era possible sintonitzar-lo en proves a través de la TDT a Madrid, Valladolid i Saragossa juntament amb TVE HD, encara que en lloc de rebre la seva emissió, es rep el de La 1 identificant-se com a Cultural·es, per algun estrany motiu.
L'1 de juny de 2010 es va acordar de tancar el canal i integrar, progressivament, els seus continguts a La 2, que sofrirà una reestructuració de la seva programació, traspassant els seus continguts esportius a Teledeporte i els infantils i juvenils a Clan TVE, comportant a més el traslladat de la direcció de La 2 al Centre de Producció de TVE Sant Cugat on es produïa els continguts de Cultural.es

## Programació
Cultural·es buscava promoure la difusió de la cultura espanyola a la resta del món, en tots els seus aspectes. En el seu període de proves emetia diversos programes pertanyents a l'arxiu de Televisió Espanyola i a partir de les 22:00 emetia les estrenes de la programació. Cada dia de la setmana estava repartit de manera temàtica. Aquests blocs es repartien en multidifusió al llarg del dia:
- Dilluns: Arquitectura, urbanisme, disseny, indústries culturals.
- Dimarts: Ecologia, arqueologia, antropologia, viatges.
- Dimecres: Ciència
- Dijous: Literatura, art, teatre.
- Divendres: Efemèrides històriques o societat i dona.
- Dissabte: Producció pròpia
- Diumenge: Monogràfics

El primer programa emès per la cadena el dia de la seva estrena va ser la pel·lícula-documental Bucarest, la memòria perduda, dirigida per Albert Solé i guanyadora del Premi Goya 2009 en la seva categoria.